# Севліч
Севліч (вірм. Սեւ լիճ, раніше також Карагель (азерб. Qaragöl) — чорне озеро) — озеро у Вірменії і Азербайджані; розташоване між марзом Сюнік Вірменії і Лачинським районом Азербайджану, поблизу гори Мец Ішханасар, на висоті 2650 метрів над рівнем моря. Площа дзеркала — 1,92 км², об'єм — 11 600 тис. м³, діаметр озера — 1,5 км, довжина берегової лінії — 5 км, максимальна глибина — 7,8 м.
Територія навколо озера покрита рослинністю, типовою для субальпійських лугів. Поблизу озера нараховуються 102 види рослин. В даний час Севліч і територія навколо нього є заказником.

## Галерея

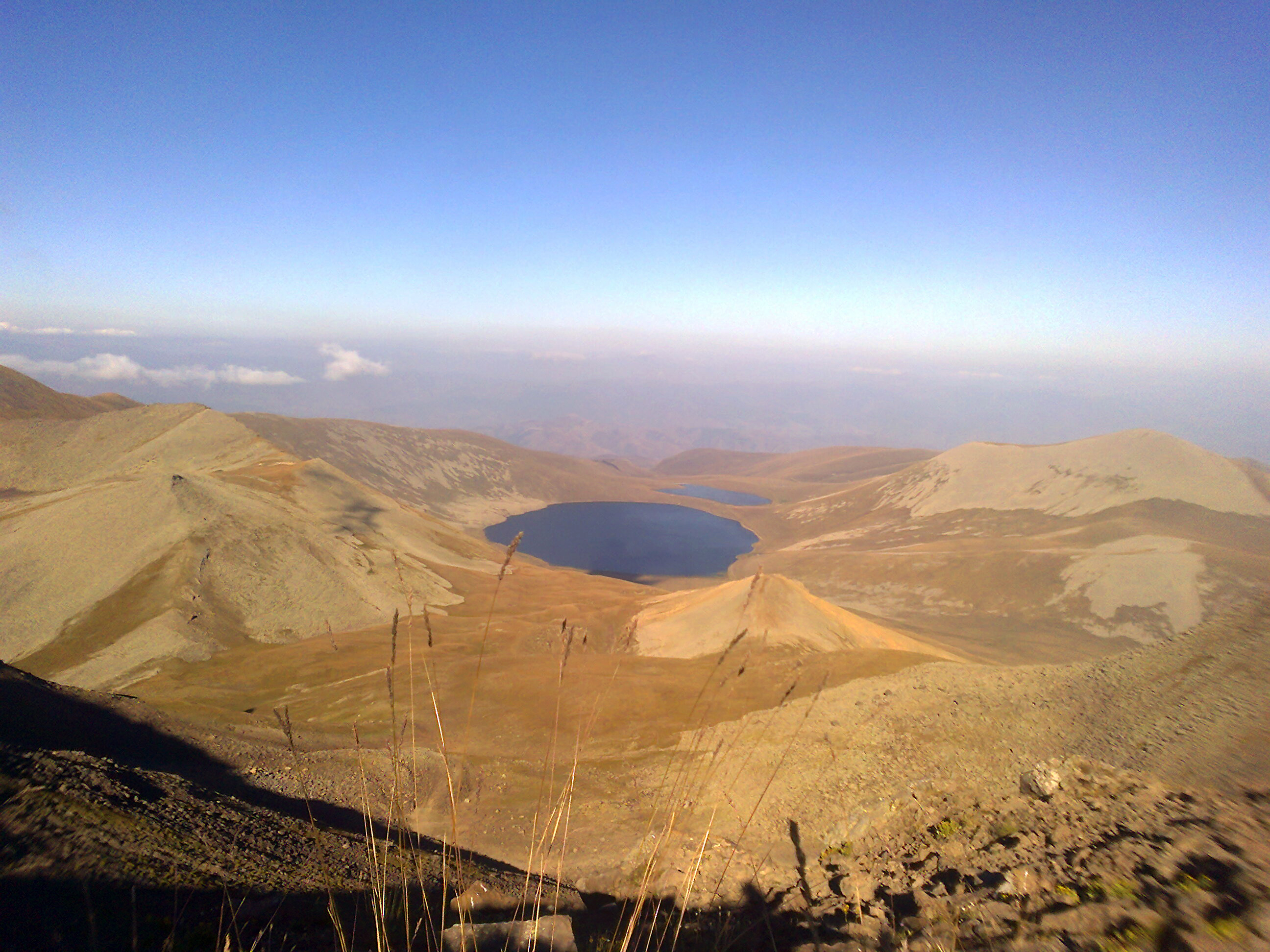
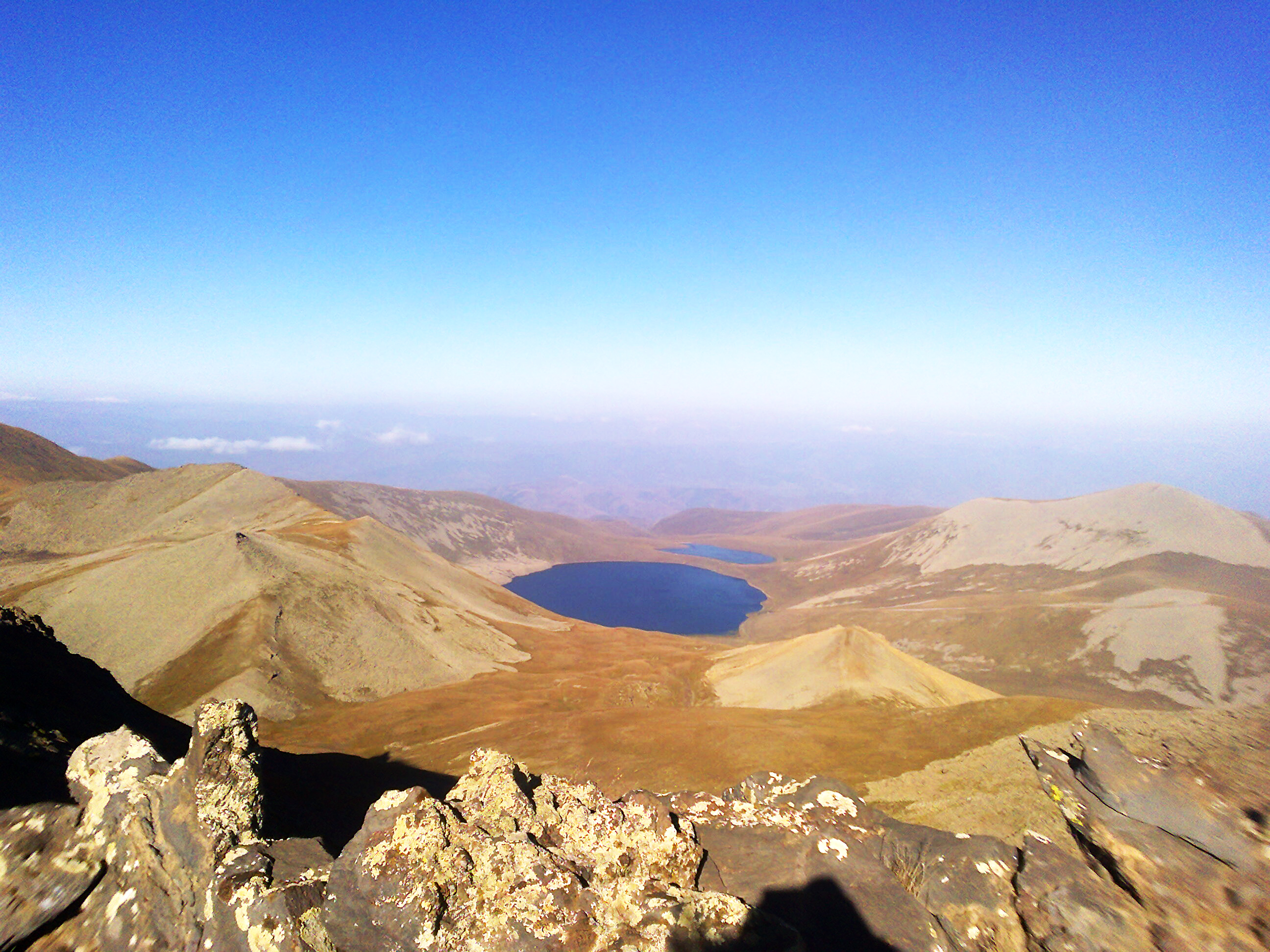
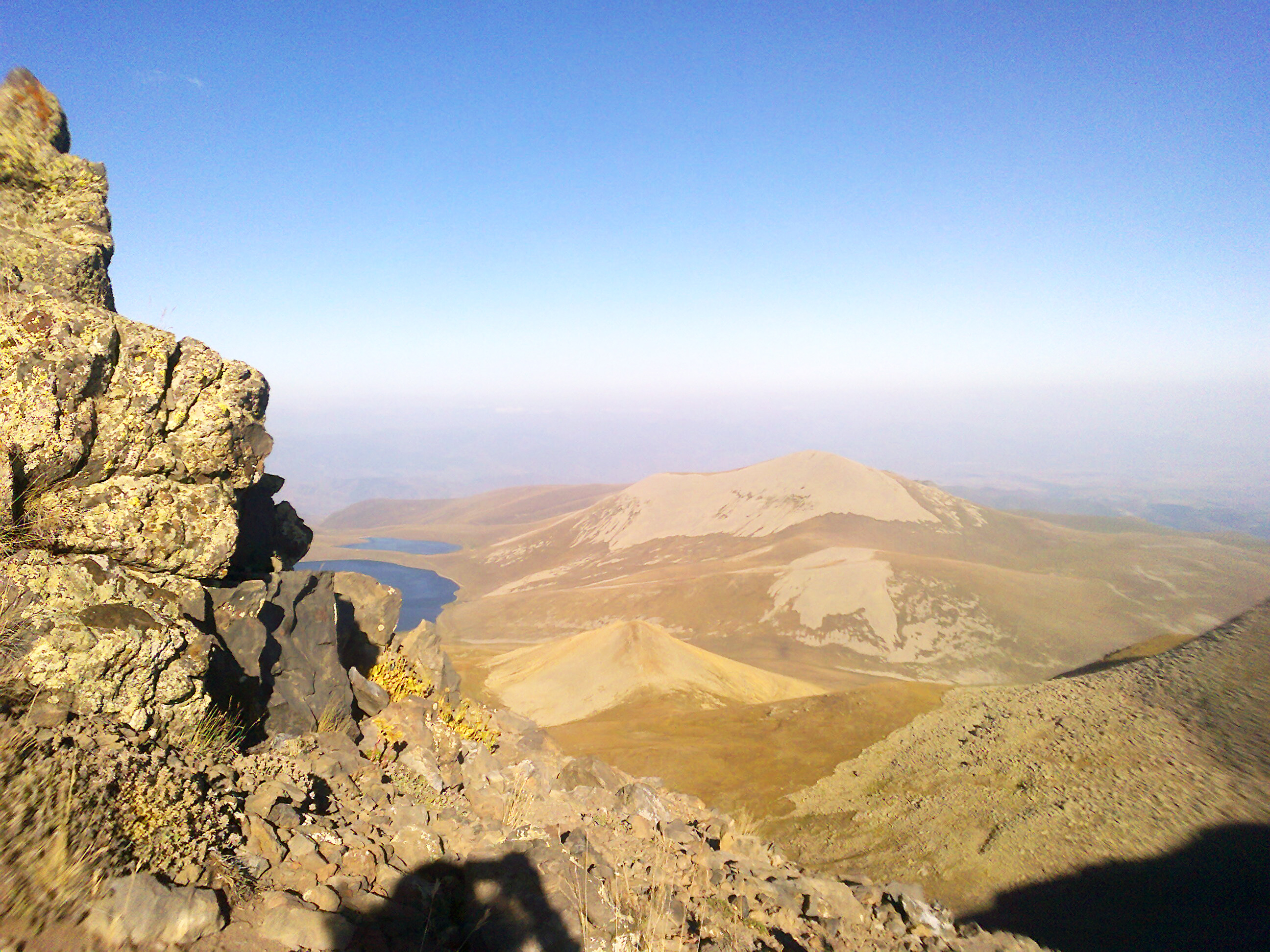